# Zonocryptus caudatus
Zonocryptus caudatus là một loài tò vò trong họ Ichneumonidae.